# Bosnisch Podrinje
Bosnisch Podrinje (Bosnisch: Bosansko-podrinjski kanton, Kroatisch: Bosansko-podrinjska županija) is een van de tien kantons van de Federatie van Bosnië en Herzegovina in Bosnië en Herzegovina. Het is het gebied rondom de stad Goražde, het bestuurscentrum van het kanton.
In Bosnisch Podrinje wonen 35.208 mensen (2004). De Bosniakken zijn veruit in de meerderheid (98,6%), maar er wonen ook minderheden van Serviërs (1,2%), Kroaten (0,1%) en overige etniciteiten (0,1%).
Het kanton bestaat uit drie gemeenten: Goražde, Pale-Prača en Foča-Ustikolina.
Bosnisch Podrinje is vernoemd naar de rivier de Drina; "Podrinje" betekent "gebied langs de Drina".